# Croton argentealbidus
Espèce
Croton argentealbidus est une espèce de plantes à fleurs du genre Croton et de la famille des Euphorbiaceae, présente au nord est de l'Argentine.
Il a pour synonyme :
- Cieca gardneri, (Müll.Arg.) Kuntze
- Julocroton gardneri, Müll.Arg.